# Back and Forth (film)

Le film est composé d'une suite de panoramiques.

Cet article concerne le film de Michael Snow. Pour le  DVD des Foo Fighters, voir Back and Forth.
Back and Forth est le nom utilisé pour désigner le film expérimental <—> réalisé en 1969 par Michael Snow. 

## Synopsis
Ce film est composé uniquement d'une suite de panoramiques. La caméra est sur pied et pivote plus ou moins rapidement dans des pièces qui peuvent être vides ou occupées, l'angle des panoramiques est limité et se répète. Le film débute avec un rythme moyen sur des panoramiques horizontaux, puis ralentit. Il accélère ensuite jusqu'à ce qu'il passe à des panoramiques verticaux. Il peut y avoir des événements dans le champ balayé par la caméra (notamment une bagarre entre deux hommes).

## Fiche technique
- Titre : <—>
- Titre usuel : Back and Forth
- Réalisateur et monteur : Michael Snow
- Durée : 52 minutes
- Format : 16 mm - Couleur
- première projection : 22 mai 1969 au Whitney Museum of American Art[2]

## Distribution
- Allan Kaprow
- Emmett Williams
- Max Neuhaus
- Joyce Wieland
- Luis Camnitzer (en)
- Susan
- Ay-o
- Anne
- Mary
- Scotty

## Production

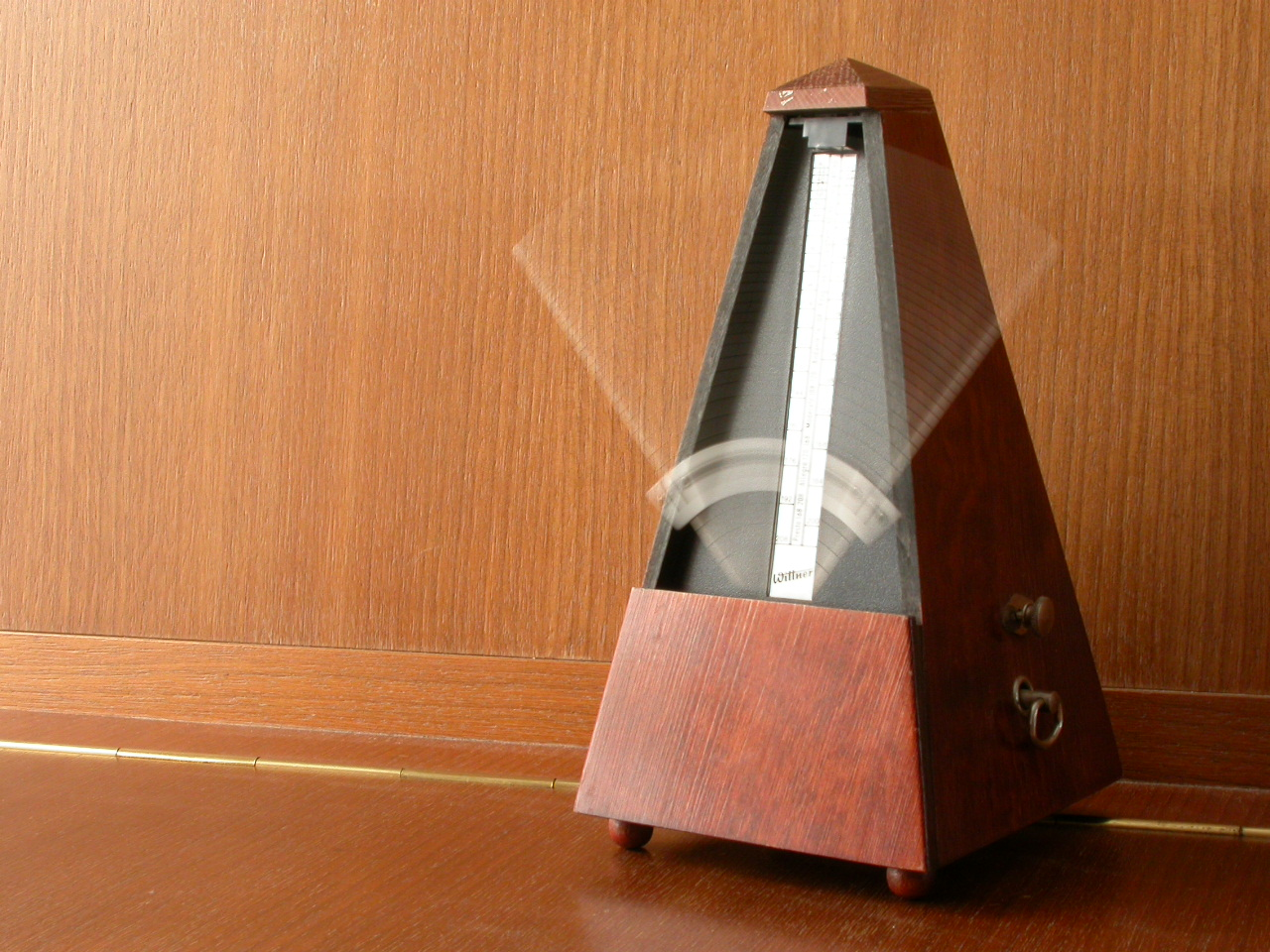
Métronome.

<—> s'inscrit dans une série de films que Michael Snow réalise sur le mouvement de caméra. Après son film Wavelength, où il travaillait sur le zoom, Michael Snow estime que personne ne s'est encore intéressé au « mouvement de caméra en tant qu'entité expressive isolée. » Il commence par réaliser un premier court métrage, Standard Time, où il travaille sur les effets de la répétition d'un ensemble de mouvements de caméra. 
Snow souhaite ensuite réaliser un film plus long à partir de panoramiques horizontaux et verticaux qui seraient les uniques mouvements de caméra utilisés dans le film.
Le film est tourné durant l'été 1968 à l'université Fairleigh-Dickinson où un grand nombre d'artistes sont invités pour un mois. Michael Snow se prépare en travaillant les différentes vitesses de ses mouvements de caméra avec un métronome. Il tente de fabriquer une machine pour automatiser les mouvements mais ne parvient pas à la contrôler suffisamment. Le réalisateur choisit de tourner dans une salle de classe dont les fenêtres donnent sur la rue, ce qui permet un rapport entre l'intérieur et l'extérieur, « un autre type d'aller-retour. »
Michael Snow termine le film en mars 1969.

## Analyse
Selon Michael Snow, les événements qui se déroulent à l'image (réunion, bagarre entre deux hommes...) ne font pas partie d'une narration : ce sont des événements qui ont lieu dans l'espace filmé, mais ils ne comportent pas de lien narratif.
Pour Gérard Courant « le balayage hyper-rapide de la caméra renvoie aux premières images, sans perspective et sans forme fixe, perçues par l’enfant. »

## Accueil
Louis Marcorelles écrit à propos du film : « cinquante minutes de mouvement pur, environ deux tiers de mouvement pendulaire de gauche à droite et retour, un tiers du même mouvement effectué verticalement. Toute notre perception chavire. »